# Guatemalavrålapa
Guatemalavrålapa (Alouatta pigra) är en däggdjursart som beskrevs av Lawrence 1933. Alouatta pigra ingår i släktet vrålapor och familjen Atelidae. IUCN kategoriserar arten globalt som starkt hotad. Inga underarter finns listade.

## Utseende
Hannar väger i genomsnitt 11,4 kg och honor 6,4 kg. Arten blir med svans 100 till 150 cm lång och väger 5,5 till 8,0 kg. Den har svart päls. Tandformeln är I 2/2 C 1/1 P 3/3 M 3/3, alltså 36 tänder.
Nästan hela kroppen är täckt av lång och tät päls som har en svart färg. På axlarna, på kinderna och på ryggens topp förekommer ibland en brunaktig skugga. Guatemalavrålapa saknar hår på svansens undersida och dessutom kan svansen användas som gripverktyg. Påfallande är den vita färgen (enligt en annan källa är färgen rosa) hos de vuxna hannarnas scrotum som står i kontrast till pälsfärgen. Ansiktet är bara glest täckt med hår och där finns svartaktig hud. Ungar som är yngre än 10 veckor har en ljusare päls.

## Utbredning
Denna vrålapa förekommer i södra Mexiko, Belize och Guatemala. Arten vistas främst i låglandet men når i bergstrakter 3350 meter över havet. Habitatet utgörs av tropiska regnskogar och andra städsegröna skogar.

## Ekologi
Individerna bildar mindre flockar och vrålar tillsammans för att visa anspråket på reviret. Gruppernas territorier är 5 till 45 hektar stora och troligen överlappar de varandra. Liksom hos andra vrålapor förekommer två varianter av flockar. Hos den första bildas flocken av en eller två vuxna hannar samt av några honor och deras ungar. Hos den andra varianten ingår bara ungkarlar i gruppen. Ibland uppstår strider när en ungkarl vill överta en flock med honor.
Guatemalavrålapa äter blad och olika frukter. Den föredrar nötbrödsträd (Brosimum alicastrum) och Manilkara zapota. Dricksvatten hittas ofta i trädens håligheter. Honor kan bli brunstiga under alla årstider. Ibland ligger bara 10,5 månader mellan två kullar men i genomsnitt har honor kullar med 16,5 månader mellanrum.
Förutom blad och frukter äter arten några blommor och insekter. Ungen föds efter 180 till 194 dagar dräktighet. I flera fall dokumenterades att fadern dödade ungen. Antagligen säkerställer alfahannen på detta sätt att flocken förbli överskådlig. Allmänt stannar ungen cirka 12 månader när modern innan den blir självständig. I motsats till flera andra flocklevande apor deltar andra honor inte i ungens uppfostring. Hannar och honor blir efter tre eller fyra år könsmogna. Vissa exemplar kan leva 20 år i naturen.